# Ailuronyx seychellensis
Ailuronyx seychellensis är en ödleart som beskrevs av André Marie Constant Duméril och Gabriel Bibron 1836. Arten ingår i släktet Ailuronyx och familjen geckoödlor. IUCN kategoriserar Ailuronyx seychellensis globalt som livskraftig. Inga underarter finns listade i Catalogue of Life.

## Utbredning
Arten finns bara på Seychellerna, den är spridd över öarna Mahé, Silhouette, Praslin, Aride, La Digue, Frégate, Cousin och Cousine. Ailuronyx seychellensis kan hittas från havsnivå upp till höjder på 500 meter över havet.

## Habitat
Arten är trädlevande, och förekommer oftast i kustskogar på sjöfågelsöar, palmskogar och i de höga skogarna på Silhouette. Ailuronyx seychellensis förekommer också i kokosnötsplantager.